# 요셉과 그의 형제들

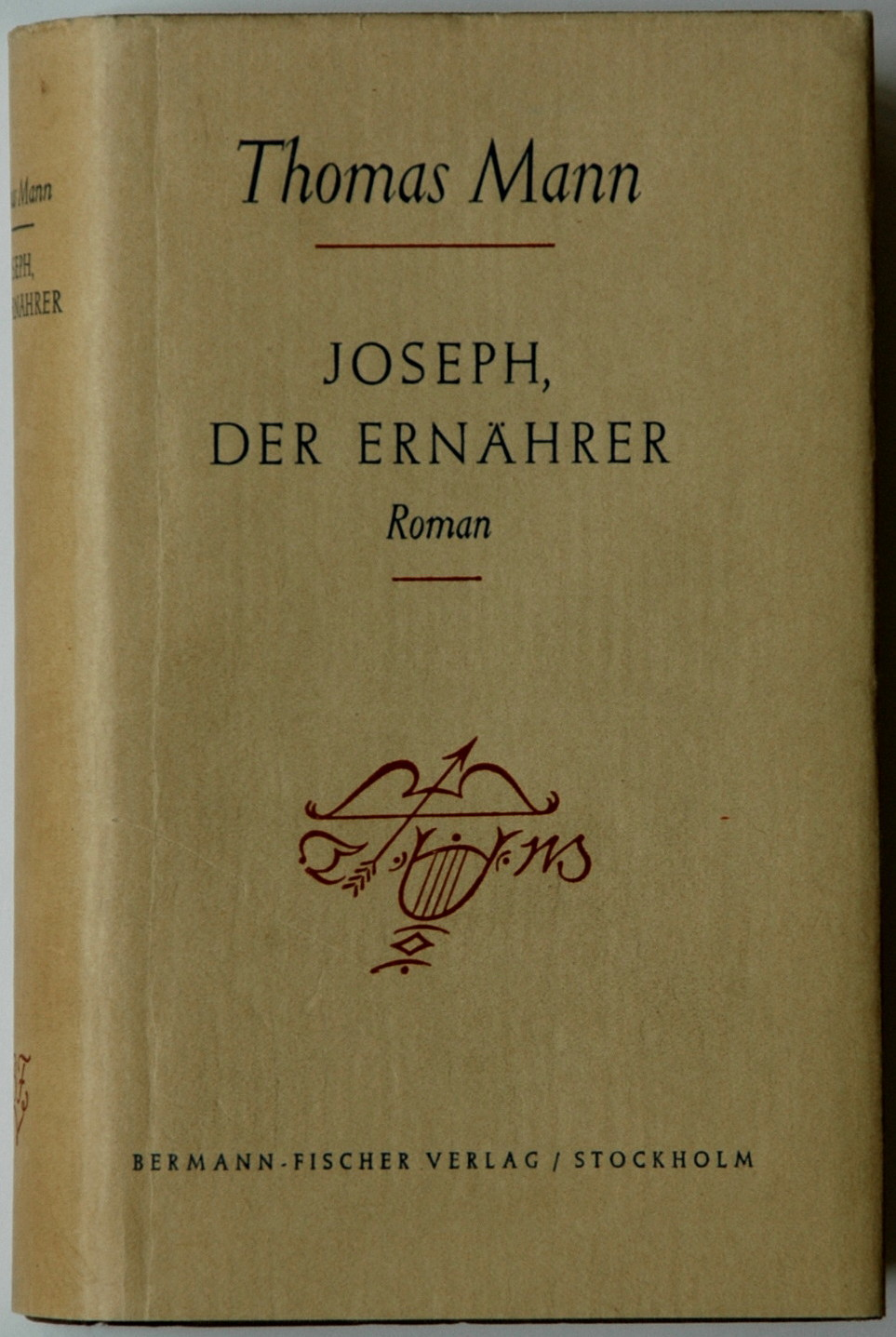

《요셉과 그의 형제》(Joseph und seine Brüder)는 독일의 소설가 토마스 만의 작품 중 하나이다. 구약성서에 나오는 족장설화인 요셉설화를 소재로 하였기 때문에, 나치 독일에 의해 출판금지 등으로 탄압받았다. 유대인인 토마스 자신도 공산주의자라는 낙인이 찍힌 채 추방당했다.

## 개요
토마스 만의 4부작 장편소설이다. 《야콥 이야기》(1933), 《젊은 요셉》(1934), 《이집트의 요셉》(1936), 《양치기 요셉》(1943) 등이다.
만은 제1차 세계대전 중에는 신흥 독일을 구세력인 열강(列强)이 핍박한다 하여 독일 문화를 지키기 위해 전쟁을 지지하여 형인 하인리히와 불화를 빚었다. 그러나 민주적인 바이마르 헌법이 선포되고 이어 이에 반대하는 세력이 대두되자, 국민의 행복을 위해 데모크라시를 수호하는 전사가 되었다. 《마(魔)의 산》이 12년간이나 걸린 것은 자기관망(自己觀望)을 위해서였다. 1926년부터 《요셉과 그의 형제들》의 준비가 시작되었다. 구약성서의 요셉전기를 심리·사회학적으로 고쳐 써서 신으로부터도 사람으로부터도 축복을 받는 사람, 영(靈)과 생명의 조화를 훌륭히 수행한 사람으로서 요셉을 완전하게 인간화(人間化)하여 파시즘의 20세기적 신화를 조소하였다.

## 같이 보기
- 아크나톤